# Колыхманово
Колыхма́ново — деревня в Юхновском районе Калужской области России. Административный центр сельского поселения «Деревня Колыхманово».

## География
Расположена на правобережье реки Угра в 5 км от Юхнова. Территория деревни находится на границе национального парка «Угра». Через деревню проходит проходит автодорога А130. К северо-востоку от деревни находится мост через Угру. Возле деревни расположены 2 пруда, один восточнее, другой западнее. В западной части деревни находится кладбище.

## Население
| 2002 | 2010 |
| ---- | ---- |
| 355  | ↘279 |

## Образование
В деревне имеется средняя общеобразовательная школа. В 1959 году начальная школа из Устиновки была переведена в Колыхманово. В 1989 году открыта неполная средняя школа, в 1991 году она была преобразована в полную.